# Hiroshi Matsuda
Hiroshi Matsuda (jap. 松田 浩 Matsuda Hiroshi; ur. 2 września 1960) – japoński piłkarz występujący na pozycji obrońcy.

## Kariera piłkarska
Od 1984 do 1996 roku występował w klubach Sanfrecce Hiroszima i Vissel Kobe.

## Kariera trenerska
Po zakończeniu piłkarskiej kariery pracował jako trener w Vissel Kobe, Avispa Fukuoka i Tochigi SC.